# 圣马丹德丰特奈
圣马丹德丰特奈（法語：Saint-Martin-de-Fontenay，法語發音：[sɛ̃ maʁtɛ̃ də fɔ̃tnɛ] ⓘ）是法国卡尔瓦多斯省的一个市镇，位于该省中部，省会卡昂市区以南，属于卡昂区。

## 地名
法语人名在日常人名译名以及《世界人名翻譯大辭典》、《法语姓名译名手册》等主流人名译名类书籍资料中多译作“马丁”，不过在《世界地名翻译大辞典》、《世界地名译名词典》和《法国地图册》等主流地名译名类书籍资料中多译作“马丹”。

## 地理
圣马丹德丰特奈（49°7'9"N, 0°22'16"W）面积10.72 平方千米，位于法国诺曼底大区卡爾瓦多斯省，该省份为法国西北部沿海省份，北濒大西洋英吉利海峡，东北与滨海塞纳省以海上边界相接，东临厄尔省，南至奧恩省，西与芒什省接壤。
与圣马丹德丰特奈接壤的市镇（或旧市镇、城区）包括：奥恩河畔弗勒里、丰特奈勒马尔米永、伊夫、奥恩河畔圣安德烈、卡斯蒂讷昂普莱讷。
圣马丹德丰特奈的时区为UTC+01:00、UTC+02:00（夏令时）。

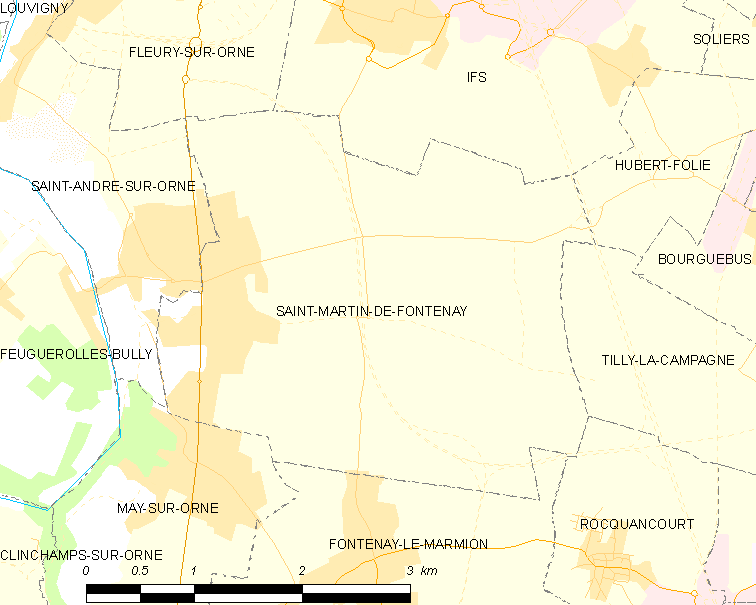
圣马丹德丰特奈的OSM定位图

## 行政
圣马丹德丰特奈的邮政编码为14320，INSEE市镇编码为14623。

## 政治
圣马丹德丰特奈所属的省级选区为埃夫勒西县。

## 人口
截至2022年1月1日，圣马丹德丰特奈的人口数量为2,511人。

1962-2008年间圣马丹德丰特奈人口变化图示